# Kashtin
Kashtin (mot signifiant « tornade » en innu-aimun) est un duo country folk Innu composé de Florent Vollant et Claude McKenzie.
Originaires de la Maliotenam, les deux musiciens ont chanté leur coin de pays dans leur langue à travers la planète, pour faire connaitre leur attachement à la culture Innu. À la fin des années 1980, leur chanson E Uassiuian (« Mon enfance ») a fait le tour du monde. Depuis quelques années, les deux membres du groupe font carrière chacun de leur côté. Ils sont toujours en activité dans diverses communautés Innus. En 2009, Claude McKenzie a lancé un nouveau CD Inniu, ce qui signifie Il naît en Innu. Cet album d'abord distribué par Hello Musique inc. a été cédé à Artic Records en septembre 2012. François Lesage a effectué ce transfert dans le but d'offrir la possibilité à Florent Vollant et Claude McKenzie de chanter ensemble afin de favoriser un retour du duo Kashtin.